# الروض الداني في الفوائد الحديثية
الروض الداني في الفوائد الحديثية. كتاب لعصام موسى هادي جمع فيه كل الفوائد الحديثية من مؤلفات الشيخ محمد ناصر الدين الألباني.

## نبذة عن الكتاب
قال المؤلف في المقدمة:ولقد منّ الله عليّ بالتعلق بهذا العلم الشريف منذ نعومة أظفاري، والعكوف على كتب شيخنا علامة العصر، والانتهال من معينها العذب، وحضور مجالس شيخنا والالتقاء به والاستفاذة منه، بل وفقني الله لخدمته حيث كنت ناسخا وكاتبا عنده في مكتبته العامرة في بيته لمذة خمس سنوات يومبا من صلاة الفجر وحتى صلاة الظهر، مما جعلني أقف على فوائده الفرائد في هذا العلم الشريف الذي أفنى فيه شبابه وشيخوخته -رحمه الله تعالى-.
وحتى يستفيد طلاب العلم من هذه الفوائد أحببت جمعها في مصنف، ثم نشره على الناس مما يسلعد من أحب من الطلبة أن يعمل دراسة عن الشيخ ومنهجه في علم الحديث.

## فهرس الكتاب
- المقدمة
- ترجمة الشيخ الناصر
- المجهول
- توثيق ابن حبان
- رجاله رجال الصحيح
- سكوت أبي داود
- رموز الجامع الصغير
- توقية الحديث بكثرة الطرق
- لابد من بيان ضعف الحديث
- عدم ذكر الحديث الضعيف بصيفة الجزم
- إطلاق العزو للطبراني
- أحمد محمد شاكر و توثيق ابن حبان
- تقسيم الأحاديث إلى أحكام و عقائد
- إطلاق العزو للنسائي
- تصحيح الترمذي
- إطلاق العزو للبخاري
- قولهم أصح ما في الباب
- معنى صدوق يخطئ
- معنى محله الصدق
- إطلاق كنية (أبي حاتم)
- توثيق العجلي
- المعلق عند البيهقي
- إطلاق لفظة (الحافظ)
- تبويب ابن خزيمة
- ألفاظ الصحيحين
- سكوت ابن حجر
- ثمرة التخريج
- صحيح ابن خزيمة
- تقديم الصحيحين في العزو
- عمرو بن شعيب
- المعلق بصيغة الجزم عند البخاري
- غريب عند أبي نعيم
- ابن جريج عن عطاء
- أهمية مراجعة الأصول
- مصطلحات عند البيهقي
- زيادة ثقة
- ابن حزم
- فيه نظر عند البخاري
- ليس من شروط الصحة كون الحديث خارج (الصحيحين)
- الجمع بين النصوص
- حسن عند الترمذي
- غريب عند الترمذي
- حسن غريب عند الترمذي
- (المستدرك في الصحيحين)
- الأشباه في العلل
- رواية المبتدعة
- الأزدي
- إطلاق العزو لأحمد
- اختلاف العلماء في الرواية
- لا يتابع على حديثه عند الساجي
- معنى: مختلف فيه
- ياقوت الحموي
- الوجادة عن كتاب مجهول
- الوجادة
- مراسيل الصحابة
- قال لي عند البخاري
- أبو حاتم الرازي[ ؟ ]
- شيخ عند ابن أبي حاتم
- الواقدي
- المكاتبة
- الاختلاف بين الروايات
- أقسام الصحيح والحسن
- صالح عند أبي حاتم
- عنعنة قتادة
- معنى: لم يقم إسناده
- معنى: يخالف في الحديث
- توثيق المتساهلين و جرح المشددين
- معنى: حديث منكر
- يخطئ عند ابن حبان
- من المحدّث الشاذ
- المضطرب
- تلخيص الذهبي
- قول الذهبي
- ثقة ضعيف
- معنى: فيه مناكير
- ليس بالقوي و ليس يقوى
- مصطلحات
- جائز الحديث عند العجلي
- أسباب التدليس
- تدليس السكوت
- متى يقبل حديث المدلس
- عطاء بن السائب
- تفرد الثقة
- لا يجوز توهم الثقة بدون حجة
- شاذ عند الحاكم
- إخراج أبي داود و النسائي للراوي
- مقبول عند ابن حجر
- أبو زرعة
- منهج الحاكم
- تنجبر الجهالة بالجمع
- قولهم: حدثني الثقة
- قواعد في أصول التخريج
- ذم السرقات العلمية
- قول الصحابي: ذكر لنا
- قول الصحابي من السنة كذا
- قول التابعي من السنة
- هيبة صحيح البخاري
- شروط الشاهد
- عنعنة الأعمش
- شيوخ مالك
- شيوخ شعبة
- أحمد شاكر[ ؟ ] و رواية ابن إسحاق
- معى وثق
- معجم الإسماعيلي
- الواحدي
- صحة الإسناد
- من الاضطراب المقبول
- صالح مولى التوأمة
- رواية جمع عن الراوي
- جامع رزين
- المعجم الأوسط
- توثيق الحاكم
- ابن الجوزي
- صيغة قال، و عن
- جهالة الصحابي
- مسند أبي عوانة
- شرط اللقاء
- تخريج الأذكار لابن علان
- أحاديث الصحيحين تفيد العلم
- مسند أبي يعلي
- الوحدان من الصحابة
- مسند الإمام أحمد
- من وجوه الرواية
- تفضيل صحيح البخاري على مسلم
- مقدمة ابن الصلاح
- قاعدة في الرواة
- من أسند فقد برئت ذمته
- عطية العفوي
- عمل اليوم و اليلة للنسائي
- ابن قيم الجوزية
- المرسل
- الغزالي
- الموضوع
- إخراج الترمدي للراوي
- دلائل النبوة للبيهقي
- لم يضع شئ من الأحاديث
- لإبطال الكشف
- السيوطي
- تعجيل المنفعة
- العجلوني
- العلل المتناهية لابن الجوزي
- زوال جهالة العين
- المندري
- البيهقي
- إطلاق العزو للبزار
- مراعات الطبقة في العزو
- سكوت ابن أبي حاتم
- إطلاق ابن أبي شيبة
- ردّ الحديث الواهي بالضعف
- اللآلئ المصنوعة للسيوطي
- معنى لا يوجد في النساء متهمة
- سكتوا عنه عند البخاري
- منكر الحديث عند البخاري
- الحكم بالوضع من جهة المتن
- المختارة للضياء
- التثبت من صحة الحديث
- الموقوف لا يشهد للمرفوع
- كثرة المخرجيين للحديث
- عمل العالم و فتياه وفق الحديث
- كبار التابعين
- متى يقبل الجرح المنبهم
- لا تشترط المعاصرة
- بين الجارح و الراوي
- الدر المنثور للسيوطي
- الحديث المنكر
- هل تكلم المحدثون على جميع الأحاديث المنامات
- يكفي التعديل من واحد
- الجرح و التعديل من الإمام الواحد
- لا بأس به عند ابن عدي
- موصول في صورة معلق
- سيئ الحفظ
- زاد المسير لابن الجوزي

## وصلاة خارجية
- 1-الروض الداني للالباني فوائد من علوم الحديث جمع/موسى هادي.قدمه أبو بلال غسان القوز الدرر الالبانية- على يوتيوب.